# Atlàssova
Atlàssova (en rus Атласова, en japonès Araido, 阿頼度島) és l'illa més septentrional de les illes Kurils. En ella hi ha el volcà més alt de les illes Kurils, anomenat Alaid, nom amb què també és coneguda l'illa.
L'illa rep el nom de Vladímir Atlàssov, un explorador rus del segle XVII que va incorporar la propera península de Kamtxatka a Rússia.
Al sud-est hi ha les illes Xumxú i Paramuixir. És essencialment formada pel con del volcà submarí Alaid que s'enlaira per sobre del mar d'Okhotsk fins als 2.285 msnm. L'illa té una superfície de 119 km² i està deshabitada. Nombrosos cons piroclàstics esquitxen els flancs inferiors del volcà, especialment als costats NW i SE, inclòs un con al mar format durant l'erupció de 1933 a 1934. D'aquest volcà destaquen les erupcions de 1790 i 1981, les més grans informades a les illes Kurils. La darrera erupció va tenir lloc el 2022.